# 竹内通雅
竹内 通雅（たけうち つうが、1957年 - ）は、日本の絵本作家。

## 来歴
長野県に生まれる。小学生時代より絵を描くことを好み、高等学校進学後に画家を志望する。
創形美術学校版画科を卒業する。当時は画業だけでは暮らせず、本業を持ちながら絵を描いていた。折しもバブル景気の時期で、イラストレーターが人気職業となっていたため自らもイラストコンテストに応募した。1986年に雑誌『イラストレーション』のコンペで第3回「ザ・チョイス年度賞」大賞を受賞した。受賞すると仕事がいくつも入り、高級マンションに住む生活となる。しかしバブル景気が崩壊すると仕事が激減し、そのときに残っていた仕事として絵本を選ぶ。こうした経緯を経て、39歳で絵本作家としてデビューした。

## 著書

### 単独制作
- 『イチロくん」ポプラ社
- 『やまのくじら』架空社
- 『きみのともだち』岩崎書店
- 『かぼちゃにしたら…』講談社
- 『たこたくふうせん』架空社

### 共作・翻案
- 『ラムチャプッチャ』（作・ますだゆうこ）学研
- 『おどるカツオブシ』（文・森絵都）金の星社
- 『じごくのさたもうでしだい』（文・もとしたいづみ）ひかりのくに
- 『ぐるぐるぐるぽん』（文・加藤志異）文溪堂
- 『うしさん おっぱい  しぼりましょ』（作・穂高順也）ポプラ社
- 『ぶきゃぶきゃぶー』（文・内田麟太郎）絵本館
- 『ふたごだよ』（作・サトシン）ポプラ社）
- 『ながぐつをはいたねこ」（原作・シャルル・ペロー/文・いとうみく）フレーベル館
- 『あいたくなっちまったよ』（作・きむらゆういち）ポプラ社
- 『うそつきどどろぼうとせいぎのみかた』（作・板橋雅弘）WAVE出版
- 『ひげなしねこ』（作・季巳明代）フレーベル館
- 『ごぞんじ！かいけつしろずきん』（作・もとしたいずみ）ひかりのくに
- 『オニたいじ』（作・森絵都）金の星社
- 『走れメロス』（作・太宰治）ほるぷ出版
- 『月夜のでんしんばしら』（作・宮沢賢治）三起商工